# Johann Flurschütz
Johann Flurschütz (* 12. Oktober 1771 in Maidbronn; † 1. Januar 1851 ebenda) war ein fränkischer Landwirt.

## Werdegang
Flurschütz war in Maidbronn beheimatet und dort Gemeindevorsteher. Als Vertreter des Untermainkreises gehörte er als Abgeordneter der Klasse V von 1825 bis 1834 der Kammer der Abgeordneten der bayerischen Ständeversammlung an.